# Гилязетдинов, Тазетдин Багаутдинович
Тазетдин (Тази) Багаутдинович Гилязетдинов (тат. Таҗетдин Баһаветдин улы Гыйләҗетдинов, баш. Ғиләжетдинов Тажетдин Баһауетдин улы; 2 мая 1924, с. Большебадраково, Башкирская АССР — 14 августа 2012, Уфа) — командир огневого взвода артиллерийской батареи 665-го стрелкового полка 216-й стрелковой дивизии 51-й армии 4-го Украинского фронта, лейтенант. Герой Советского Союза. Последний из героев Советского Союза проживавших в Башкортостане.

## Биография
Родился 2 мая 1924 года в селе Большебадраково Бураевского района Башкирии в крестьянской семье. По национальности —   башкир по официальным документам МО СССР, по другим данным татарин.
Окончил 7 классов. Работал в колхозе, а затем с сентября 1941 года по февраль 1942 года — учителем в школе села Бадраково Бураевского района.
В Красную Армию призван 23 февраля 1942 года Бураевским райвоенкоматом Башкирской АССР. В декабре того же года окончил Гурьевское военное пехотное училище.
В действующей армии с октября 1943 года. Особо отличился в боях за освобождение Крыма от немецко-фашистских захватчиков.
Огневой взвод артиллерийской батареи 665-го стрелкового полка (216-я стрелковая дивизия, 51-я армия, 4-й Украинский фронт) под командованием лейтенанта Гилязетдинова с 7-го по 9 апреля 1944 года в боях за село Тархан (ныне село Вишнёвки Красноперекопского района Крымской области Украины) огнём прямой наводкой подавил 3 дзота, 2 батареи тяжёлых миномётов и 3 противотанковые пушки противника.
9 мая 1944 года в боях за город Севастополь огневой взвод Гилязетдинова уничтожил 2 танка и 2 штурмовых орудия. Оставшись в живых один и будучи раненным, лейтенант Гилязетдинов подбил ещё один вражеский танк. Член ВКП(б)/КПСС с 1944 года.
С ноября 1945 года капитан Гилязетдинов  — в отставке. В 1960 году окончил Башкирский государственный университет имени 40-летия Октября (ныне Уфимский университет науки и технологий). Работал в Бураевском районе учителем Бадраковской школы, заведующим районным отделом народного образования, вторым секретарём райкома КПСС, директором Бадраковской средней школы.
Заслуженный ветеран, майор в отставке (2000 год). Проживал в родном селе Большебадраково Бураевского района Башкирии. Затем переехал в столицу республики Башкортостан г.Уфу.
Умер 14 августа 2012 года в Уфе. Это был последний Герой Советского Союза, проживавший в  Башкортостане.

## Награды
- Указом Президиума Верховного Совета СССР от 24 марта 1945 года за образцовое выполнение боевых заданий командования и проявленные мужество и героизм в боях с немецко-фашистскими захватчиками лейтенанту Гилязетдинову Тази Багаутдиновичу присвоено звание Героя Советского Союза с вручением ордена Ленина и медали «Золотая Звезда» (№ 6657)[7].
- Орден Ленина.
- Орден Отечественной войны 1-й степени (06.04.1985)[3].
- Орден Красной Звезды (11.05.1944)[8].
- Медали.

Наградные листы Гилязетдинова Т. Б.
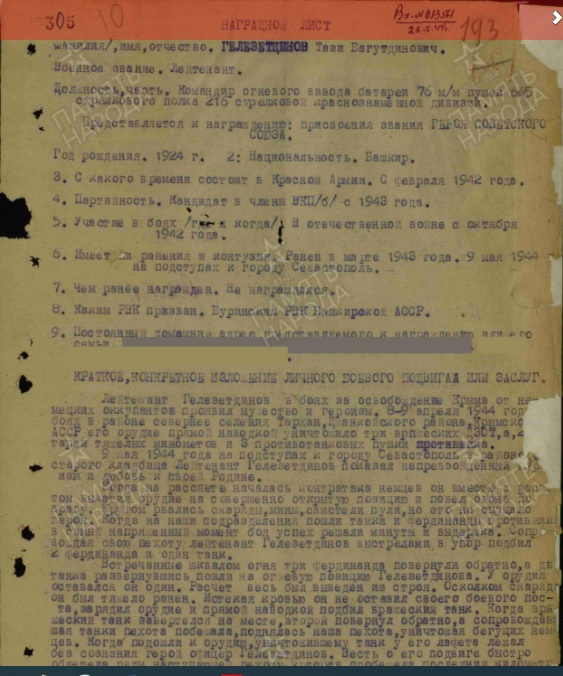
Присвоение звания Героя Советского Союза
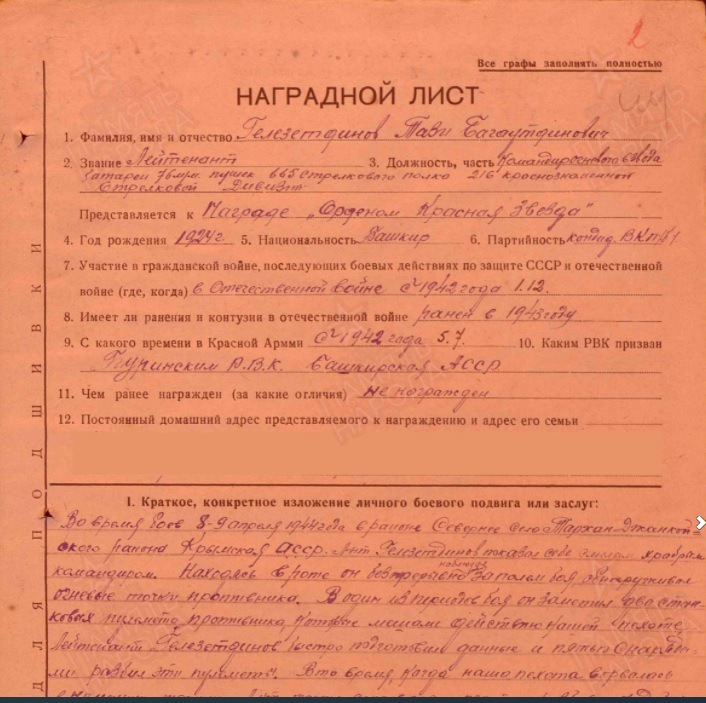
Присвоение Ордена Красной Звезды

## Память
- В родном селе Большебадраково Гилязетдинову была установлена памятная доска[9].